# Oroszország szélső földrajzi pontjai

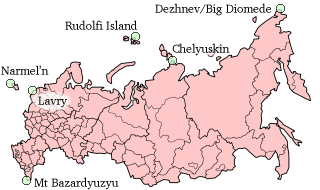
Oroszország szélső földrajzi pontjai

Ez egy lista, mely Oroszország területének legszélső földrajzi pontjait, valamint legalacsonyabb / legmagasabb pontjait tünteti fel.
A legészakibb és a legkeletibb pontok azonosak Eurázsia megfelelő szélső pontjaival, (a kontinensen és a szigeteken egyaránt).

## Szélső pontok
Szigetekkel és exklávékkal együtt

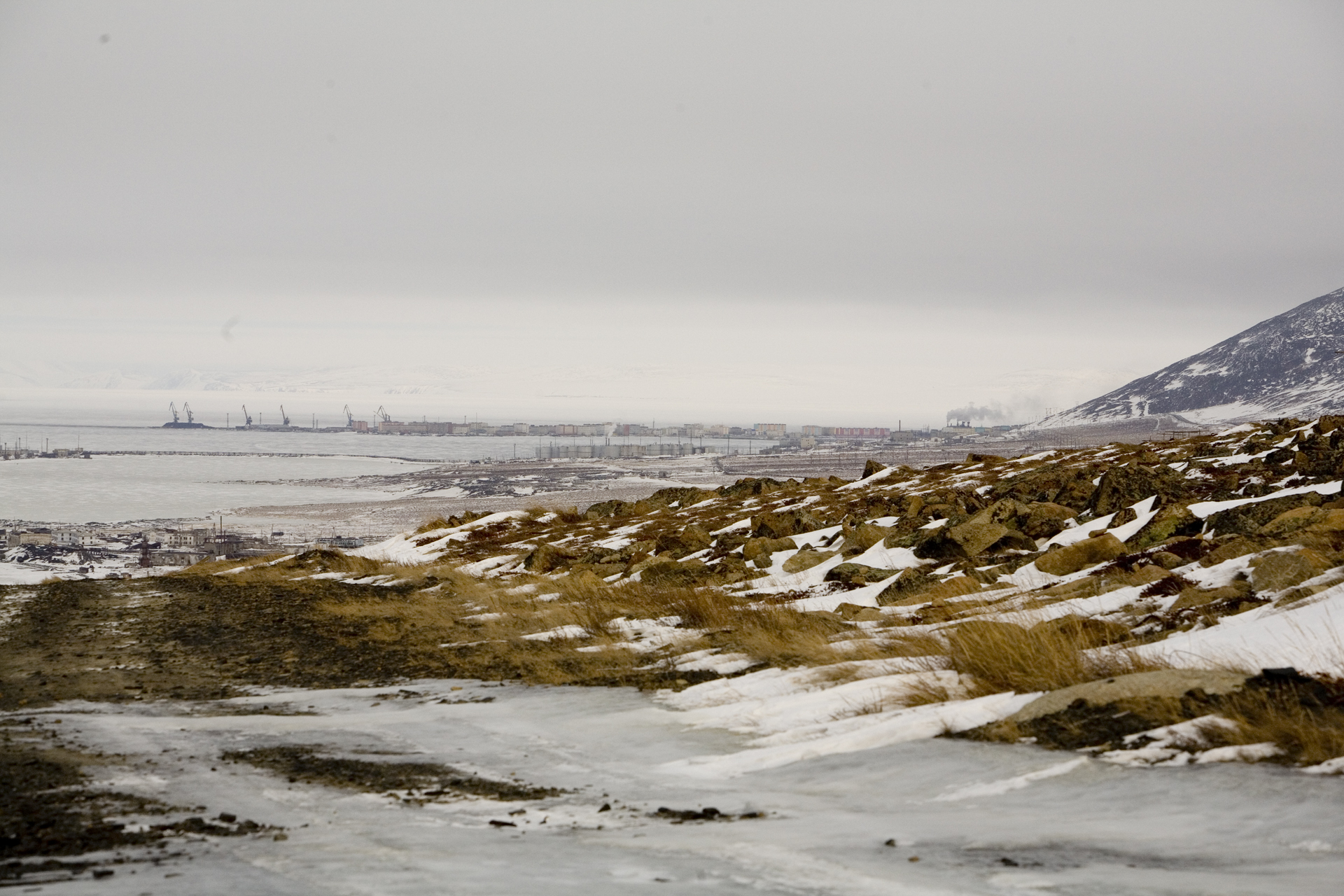
Pevek városa

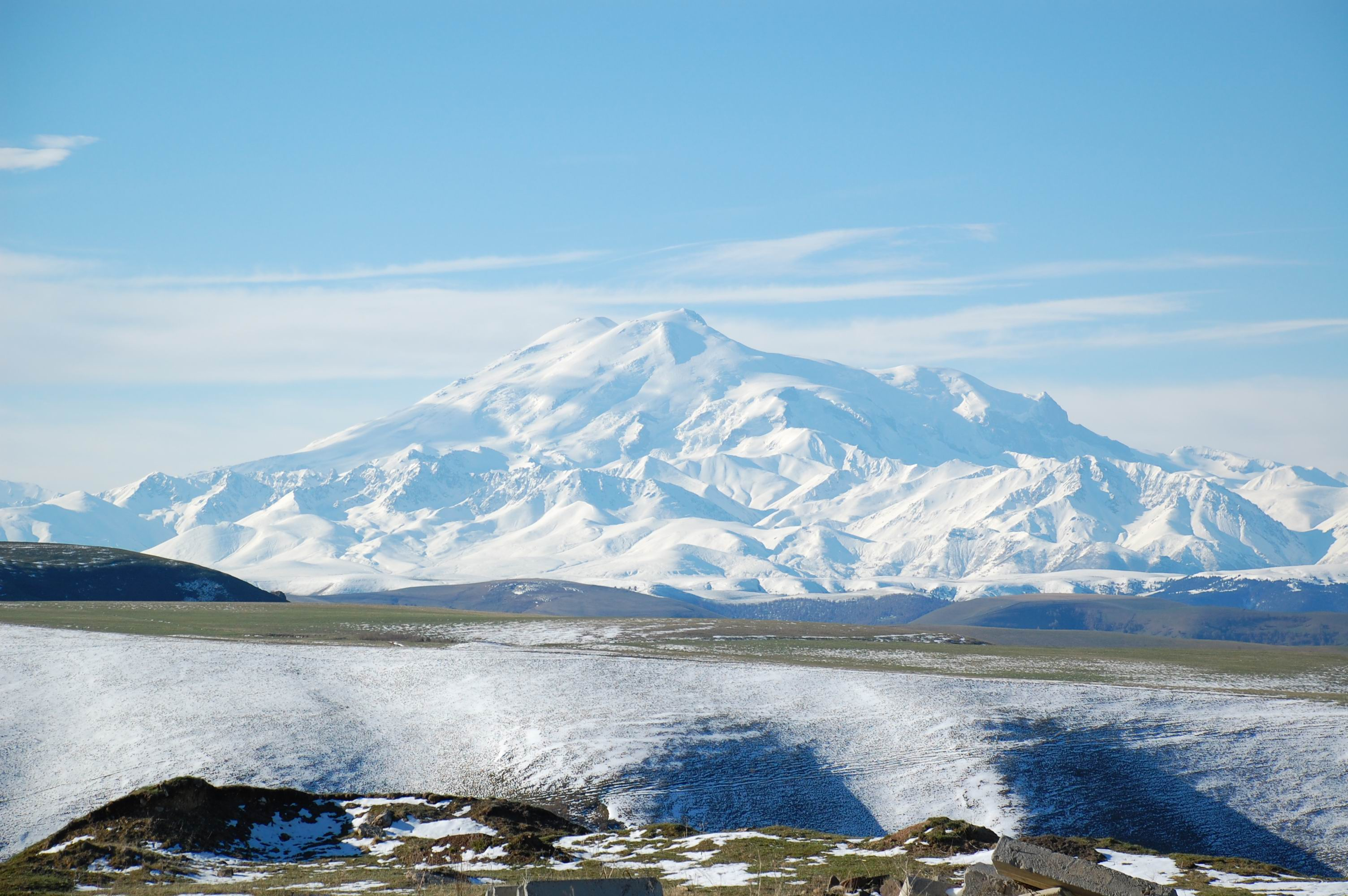
Az Elbrusz

- Északi pont — Fligely-fok, Ferenc József-föld, Arhangelszki terület

(é. sz. 81° 50′ 35″, k. h. 59° 14′ 22″81.843056°N 59.239444°ECape Fligely (Northernmost point))
- Déli pont — Bazardüzü-hegy, Dagesztán (é. sz. 41° 13′ 14″, k. h. 47° 51′ 28″41.220556°N 47.857778°EMount Bazardyuzyu (Southernmost point))
- Nyugati pont — Narmeln, Balti- vagy Visztula-földnyelv, Kalinyingrádi terület (19°38'E)
- Keleti pont — Nagy Diomede-sziget, Csukcs Autonóm Körzet (é. sz. 65° 47′, ny. h. 169° 01′65.783333°N 169.016667°WDiomede Islands (Easternmost point))

Csak az összefüggő szárazföldi terület (kontinens)
- Északi pont — Cseljuszkin-fok, Krasznojarszki határterület (77°43'N)
- Déli pont — Bazardüzü-hegy, Dagesztán (41°12'N)
- Nyugati pont — a Pegyja folyó Lavri mellett, Pszkovi terület (27°19'E)
- Keleti pont — Gyezsnyov-fok, Csukcs Autonóm Körzet (169°40'W)

Városok
- Északi — Pevek, Csukcs Autonóm Körzet  (69°42′N)
- Déli — Derbent, Dagesztán  (42°04′N)
- Nyugati — Baltyijszk, Kalinyingrádi terület (19°55′E)
- Keleti — Anadir, Csukcs Autonóm Körzet (177°30′E)

Állandó települések
- Északi — Dickson, Krasznojarszki határterület (73°30′N)
- Déli — Kurus, Dagesztán (41°16′N)
- Nyugati — Baltyijszk, Kalinyingrádi terület (19°55′E)
- Keleti — Uelen, Csukcs Autonóm Körzet (169°48′W)

## Legalacsonyabb / Legmagasabb pont
- Legalacsonyabb pont: Kaszpi-tenger vízfelület: −28 m
- Legmagasabb pont: Elbrusz: 5 642 m

## Fordítás
- Ez a szócikk részben vagy egészben  az   Extreme points of Russia című angol Wikipédia-szócikk fordításán alapul.  Az eredeti cikk szerkesztőit annak laptörténete sorolja fel. Ez a jelzés csupán a megfogalmazás eredetét és a szerzői jogokat jelzi, nem szolgál a cikkben szereplő információk forrásmegjelöléseként.
- Ez a szócikk részben vagy egészben  a(z)   Крайние точки России című orosz Wikipédia-szócikk fordításán alapul.  Az eredeti cikk szerkesztőit annak laptörténete sorolja fel. Ez a jelzés csupán a megfogalmazás eredetét és a szerzői jogokat jelzi, nem szolgál a cikkben szereplő információk forrásmegjelöléseként.